# ۱۲۷۴ (خورشیدی)
۱۲۷۴ هزار و دویست هفتاد و چهارمین سال هجری خورشیدی سالی عادی است. نخستین روز این سال (۱ فروردین) برابر است با ۲۳ رمضان ۱۳۱۲ق و ۲۰ مارس ۱۸۹۵م.

## زادروزها
- ۲۱ آبان - نیما یوشیج : شاعر ایرانی ، ملقب به پدر شعر نوی فارسی.
- ۲۷ اسفند - ملکه تاج‌الملوک آیرُملو معروف به «ملکه مادر» ، همسر رضاشاه پهلوی (مرگ ۱۹ اسفند ۱۳۶۰).
- علی‌اکبر سیاسی پژوهشگر، روانشناس، سیاست‌مدار و مترجم ایرانی
- سرلشکر ایرج مطبوعی : سیاستمدار ایرانی.